# Lasioglossum speculum
Lasioglossum speculum är en biart som först beskrevs av Raymond Benoist 1964.  Lasioglossum speculum ingår i släktet smalbin, och familjen vägbin. Inga underarter finns listade i Catalogue of Life.